# 1357.
◄ | 13. stoljeće | 14. stoljeće | 15. stoljeće | ►
◄ | 1320-ih | 1330-ih | 1340-ih | 1350-ih | 1360-ih | 1370-ih | 1380-ih | ►
◄◄ | ◄ | 1354. | 1355. | 1356. | 1357. | 1358. | 1359. | 1360. | ► | ►►
Arhitektura • Astronomija • Glazba • Knjige • Književnost • Kršćanstvo • Medicina • Pravo • Promet • Slikarstvo • Znanost

## Događaji
- Stjepan Uroš V. (srpski vladar) daruje Dubrovačkoj Republici područje od Ljute u Župi do Petrova sela iznad Rijeke dubrovačke.[1]

## Vanjske poveznice
|  | Zajednički poslužitelj ima još gradiva o temi 1357. |